# KFC Esperanza Pelt
Maillots
Dernière mise à jour : 29 juin 2018.
Le Koninklijke Football Club Esperanza Pelt est un club de football belge localisé dans la commune de Neerpelt tout au Nord du Limbourg. Fondé en 1937, ce club porte le matricule 2529 . Ses couleurs sont le noir et le blanc.
Le club connaît son heure de gloire dans les années 1950 pendant lesquelles il évolue huit saisons consécutives en séries nationales. Ensuite, il doit patienter près d'un demi-siècle pour y revenir.
Le club évolue en Division 3 Amateur lors de la saison 2018-2019, pour ce qui est sa 18e saison en séries nationales.

## Histoire
Vers la fin du XIXe siècle, la petite commune de Neerpelt connut un sérieux « boom » démographique. L'implantation d'usines de fabrication de cigares dans la localité et la proximité d'Overpelt-Fabriek amena de nombreuses familles à venir s'installer. De plus en plus nombreuse, la jeunesse locale découvrit et pratiqua différents sports, dont le football.
Les plus anciennes traces évoquent un club ou une équipe de football baptisée « Speranza » aux alentours de 1911/1912. Peu avant, le début de la Première Guerre mondiale, un club dénommé Boschvlinders Neerpelt vit le jour. L'éclatement du conflit mondial ne permit pas à cette équipe de réellement se développer.
Mais une fois la fureur des armes éteinte, des reliefs des « Boschvlinders » sortit un nouveau club qui se constitua en 1921. « Boschvlinders » fut considéré comme n'ayant pas une connotation suffisamment sportive. On décida donc de rebaptiser le nouveau club. Ce fut le FC Traplust Neerpelt. L'équipe disputa de nombreuses rencontres amicales et s'imposa souvent. Les progrès et les développements du club incitèrent ses membres à s'affilier à l'URBSFA. Ce fut chose faite, le 21 janvier 1917. Toutefois, le cercle ne s'affilia à la fédération que bien plus tard. Le 28 janvier 1927, le FC Traplust se vit attribuer le matricule 906.
Un autre club de l'entité avait vu le jour vers 1926. Le Neerpelt VV. Affilié à la Fédération le 28/11/1926, ce cercle porta le matricule 842. Mais dès 1931, il arrêta ses activités et le matricule fut radié le 31 octobre 1931.
Pendant ce temps, le FC Traplust poursuivit son développement. En 1933, il remporta le titre de 2e Provinciale du Limbourg et gagna ainsi le droit de monter en séries nationales. L'expérience fut difficile. Localisé tout au nord de la Campine, Neerpelt fut contraint d'effectuer de longs déplacements, principalement en Province de Liège. Les difficultés furent d'ordre sportives mais aussi financières. À cette époque, alors que la cotisation mensuelle des membres était fixées à 1,20 franc belge, le terrain était loué 25 FC par rencontre. En plus, la commune de Neerpelt réclamait une taxe de 1,5 FC par spectateur adulte payant.
Un autre coup dur frappa le FC Traplust. Durant une rencontre, un de ses joueurs eut la jambe brisée. L'arbitre ne broncha pas et cela provoqua la colère du public qui envahit le terrain et molesta le référée. La sanction fédérale fut logique mais sévère. Le club dut disputer plusieurs rencontres à domicile « à bureaux fermés ». Pas de public signifia pas de rentrées d'argent. Un peu plus tard, la leçon n'avait pas été retenu car un autre arbitre (ayant visiblement été acheté d'après les témoignages - invérifiables - de l'époque) fut agressé lors d'un match contre Vottem. Le club sombra davantage et le coup de grâce prit la forme d'un exode important de joueurs. Dans la situation économique et sociale difficile de ces années 1930, beaucoup avaient été chercher de l'emploi sous d'autres cieux, principalement aux Forges de Clabecq, près de Tubize. Plusieurs "anciens" du FC Traplust jouèrent d'ailleurs pour le FC Tubize. Le FC Traplust Neerpelt fut contraint d'arrêter ses activités. Le "matricule 906" fut radié par la Fédération en date du 12 octobre 1936.
Mais le "virus du football" était toujours présent. D'anciens membres du matricule 907 fondèrent un autre club. Le nom de "Traplust" étant frappé d'infamie par les événements expliqués ci-avant, ils choisirent une nouvelle appellation. Le lointain souvenir du "Speranza" des années 1910 refit surface et ainsi naquit le FC Esperanza Neerpelt. Le 1er juillet 1937, la nouvelle entité fut affiliée à l'Union Belge qui lui délivra le matricule 2529.
Esperanza vécut plusieurs saisons dans les séries provinciales. Durant la Seconde Guerre mondiale un club nommé Grenswacht Grote Heide Neerpelt se forma vers 1942 et porta le matricule 3583. Même si l'on sait peu de choses la concernant, on peut supposer qu'il s'agit d'une équipe composée par des "gardes frontaliers". Ce club fut radié le 25 août 1948
Pour les footballers de Neerpelt, les années de guerre se déroulèrent comme dans bien d'autres régions. Les séries furent remaniées afin de réduire les déplacements qui se faisaient le plus souvent à vélo. Déplacement et rencontres étaient perturbés par les alertes aériennes. En 1944, durant un match à Boiurg-Leopold, les Allemands vinrent arrêté un joueur (Leo Steensels) soupçonné de résistance et/ou de sabotage.
À l'aube des années 1950, Esperanza Neerpelt vit une nouvelle direction se mettre en place. En 1952, le matricule 2529 remporta le titre et accéda aux séries nationales pour la première fois de son histoire. En 1954, le club frôla la montée en Division 3. Mais une défaite (2-0) à Aarschot, lors de la dernière journée, obligea les Campinois à terminer un point derrière le R. FC Bressoux. E. Neerpelt resta huit saisons en « nationale ». Durant cette période, lors de la saison 1957-1958, le club troqua ses couleurs d'origine pour le « Rouge et Blanc ». Mais dès l'exercice suivant, il en revint à son équipement traditionnel : « Noir et Blanc »
Les années 1960 furent moyennes, ensuite, le club sombra sportivement et vécut ses années les plus délicates. En 1976, il descendit en 3e provinciale (7e niveau). Et après une brève remontée vers la P2, en 1983, Esperanza échoua en 4e provinciale en 1985.
À partir de 1991, le club Noir et Blanc refit surface et remonta progressivement les échelons pour remonter en P1 (5e niveau) en 1996.
Au terme de la saison 2007-2008, lors du tour final interprovinciale, le K. FC Esperanza Neerpelt gagna le droit de monter en Promotion. Un retour en « nationale », au bout de 48 ans de patience ! Le club s'y maintint la première saison mais fut relégué en mai 2010.
En février 2014, les dirigeants annoncent une fusion avec le club voisin du K Overpeltse VV. Celle-ci est entérinée en fin de saison et le club fusionné prend le nom de Koninklijke Football Club Esperanza Pelt, conservant le matricule 2529 de Neerpelt.

## Repères historiques
- vers 1912 - existence d'une équipe appelée "SPERANZA".
- vers 1914 - fondation de BOSCHVLINDERS NEERPELT, l'équipe ne survit pas au déclenchement de la Première Guerre mondiale.

- 1921 - Fondation de FOOTBALL CLUB TRAPLUST NEERPELT (sur les bases de l'ancien Boschvlinders).
- 1926 - Fondation de NEERPELT VOETBAL VERENIGING qui s'affilia à l'URBSFA, le 28/11/1926.
- 1926 - NEERPELT VOETBAL VERENIGING se viyt attribuer le  matricule 842.
- 1927 - 28/01/1927, FOOTBALL CLUB TRAPLUST NEERPELT l'URBSFA qui lui attribua le matricule 906.
- 1931 - 30/10/1931, NEERPELT VOETBAL VERENIGING (842) fut radié par l'URBSFA.
- 1933 - FOOTBALL CLUB TRAPLUST NEERPELT (906) accéda aux séries nationales. L'expérience ne dura qu'une saison.
- 1936 - 12/10/1936, FOOTBALL CLUB TRAPLUST NEERPELT (906) fut radié par l'URBSFA.
- 1937 - Fondation de FOOTBALL CLUB ESPERANZA NEERPELT. Le club s'affilia à l'URBSFA, le 01/07/1937 qui lui attribua le matricule 2529.
- 1942 - Fondation de GRENSWACHT GROTE HEIDE NEERPELT. Le club s'affilia à  l'URBSFA, le 25/08/1942 qui lui attribua le matricule 3583.
- 1948 - GRENSWACHT GROTE HEIDE NEERPELT (3583) fut radié par l'URBSFA.
- 1952 - FOOTBALL CLUB ESPERANZA NEERPELT (2529) accéda aux séries nationales pour la première fois. Le club y resta huit saisons.
- 1972 - Fondation de GROTE HEIDE SPORT NEERPELT qui reçut le matricule 8083. En 2010, ce club joue en P2.
- 1987 - FOOTBALL CLUB ESPERANZA NEERPELT (2529) fut reconnu Société Royale et prit le nom de KONINKLIJKE FOOTBALL CLUB ESPERANZA NEERPELT (2529), le 18/02/1987.

## Résultats dans les divisions nationales
Statistiques mises à jour le 30 juin 2018

### Bilan
| Niv | Divisions     | Jouées | Titres | TM Up | TM Down |
| --- | ------------- | ------ | ------ | ----- | ------- |
| I   | 1re nationale | 0      | 0      |       |         |
| II  | 2e nationale  | 0      | 0      |       |         |
| III | 3e nationale  | 0      | 0      |       |         |
| IV  | 4e nationale  | 15     | 0      | 3     | 1       |
| V   | 5e nationale  | 2      | 0      |       |         |
|     |               |        |        |       |         |
|     | TOTAUX        | 17     | 0      | 3     | 1       |

- TM Up : test-match pour départager des égalités, ou toutes formes de Barrages ou de Tour final pour une montée éventuelle.
- TM Down : test-match pour départager des égalités, ou toutes formes de Barrages ou de Tour final pour le maintien.

### Classements saison par saison
| Ordre               | Saison  | Nom du club              | Niveau                         | Classement final | Remarques     |
| ------------------- | ------- | ------------------------ | ------------------------------ | ---------------- | ------------- |
| 1                   | 1952-53 | FC Esperanza Neerpelt    | Promotion série C              | 8e/16            |               |
| 2                   | 1953-54 | FC Esperanza Neerpelt    | Promotion série B              | 2e/16            | [ saisons 1 ] |
| 3                   | 1954-55 | FC Esperanza Neerpelt    | Promotion série A              | 11e/16           |               |
| 4                   | 1955-56 | FC Esperanza Neerpelt    | Promotion série B              | 12e/16           |               |
| 5                   | 1956-57 | FC Esperanza Neerpelt    | Promotion série A              | 9e/16            |               |
| 6                   | 1957-58 | FC Esperanza Neerpelt    | Promotion série C              | 13e/16           |               |
| 7                   | 1958-59 | FC Esperanza Neerpelt    | Promotion série C              | 12e/16           |               |
| 8                   | 1959-60 | FC Esperanza Neerpelt    | Promotion série D              | 16e/16           | Relégué!      |
| séries provinciales |         |                          |                                |                  |               |
| 9                   | 2008-09 | K. FC Esperanza Neerpelt | Promotion série C              | 13e/16           | Barrages      |
| 10                  | 2009-10 | K. FC Esperanza Neerpelt | Promotion série C              | 14e/16           | Relégué!      |
| séries provinciales |         |                          |                                |                  |               |
| 11                  | 2011-12 | K. FC Esperanza Neerpelt | Promotion série C              | 2e/16            | Tour final    |
| 12                  | 2012-13 | K. FC Esperanza Neerpelt | Promotion série C              | 6e/18            |               |
| 13                  | 2013-14 | K. FC Esperanza Neerpelt | Promotion série C              | 7e/16            | Tour final    |
| 14                  | 2014-15 | K. FC Esperanza Pelt     | Promotion série C              | 2e/16            | Tour final    |
| 15                  | 2015-16 | K. FC Esperanza Pelt     | Promotion série C              | 9e/16            | Relégué       |
| 16                  | 2016-17 | K. FC Esperanza Pelt     | Division 3 Amateur VFV série B | 6e/16            |               |
| 17                  | 2017-18 | K. FC Esperanza Pelt     | Division 3 Amateur VFV série B | 8e/16            |               |